# Mistrzostwa Świata w Podnoszeniu Ciężarów 2013 (77 kg mężczyzn)
77 kg mężczyzn – jedna z konkurencji rozgrywanych podczas Mistrzostw Świata w Podnoszeniu Ciężarów 2013. Rywalizacja w tej konkurencji odbyła się 24 października.

## Rekordy świata
| Konkurencja | Wynik  | Zawodnik             | Data                  | Miejsce  |
| ----------- | ------ | -------------------- | --------------------- | -------- |
| Rwanie      | 175 kg | Lü Xiaojun           | 1 sierpnia 2012(dts)  | Londyn   |
| Podrzut     | 210 kg | Oleg Pieriepieczonow | 27 kwietnia 2001(dts) | Trenczyn |
| Dwubój      | 379 kg | Lü Xiaojun           | 1 sierpnia 2012(dts)  | Londyn   |

## Program
| Data                 | Godzina | Grupa   |
| -------------------- | ------- | ------- |
| 24 października 2013 | 12:00   | Grupa B |
| 24 października 2013 | 19:55   | Grupa A |

## Medaliści
| Konkurencja | Złoto      | Wynik | Srebro         | Wynik | Brąz              | Wynik |
| Rwanie      | Lü Xiaojun | 176   | Kim Kwang-Song | 163   | Krzysztof Zwarycz | 161   |
| Podrzut     | Lü Xiaojun | 204   | Ulugbek Alimov | 197   | Kim Kwang-Song    | 196   |
| Dwubój      | Lü Xiaojun | 380   | Kim Kwang-Song | 359   | Ulugbek Alimov    | 355   |

## Wyniki
| Poz. | Zawodnik           | Reprezentacja     | Grupa | Waga  | Rwanie | Rwanie | Rwanie  | Rwanie | Podrzut | Podrzut | Podrzut | Podrzut | Razem   |
| Poz. | Zawodnik           | Reprezentacja     | Grupa | Waga  | 1      | 2      | 3       | Poz.   | 1       | 2       | 3       | Poz.    | Razem   |
| ---- | ------------------ | ----------------- | ----- | ----- | ------ | ------ | ------- | ------ | ------- | ------- | ------- | ------- | ------- |
| 1.   | Lü Xiaojun         | Chiny             | A     | 76,40 | 165    | 170    | 176(WR) | 1.     | 196     | 204     | —       | 1.      | 380(WR) |
| 2.   | Kim Kwang-Song     | Korea Północna    | A     | 76,32 | 155    | 161    | 163     | 2.     | 187     | 193     | 196     | 3.      | 359     |
| 3.   | Ulugbek Alimov     | Uzbekistan        | A     | 76,31 | 155    | 155    | 158     | 4.     | 195     | 197     | 201     | 2.      | 355     |
| 4.   | Rasoul Taghian     | Iran              | A     | 76,54 | 158    | 158    | 162     | 5.     | 196     | 196     | 196     | 4.      | 354     |
| 5.   | Krzysztof Zwarycz  | Polska            | A     | 76,64 | 158    | 161    | 164     | 3.     | 190     | 195     | 196     | 7.      | 351     |
| 6.   | Erkand Qerimaj     | Albania           | A     | 76,23 | 155    | 159    | 160     | 6.     | 191     | 196     | 196     | 5.      | 346     |
| 7.   | Richard Tkáč       | Słowacja          | A     | 76,81 | 148    | 153    | 156     | 7.     | 180     | 185     | 190     | 8.      | 338     |
| 8.   | Edinson Angulo     | Kolumbia          | A     | 76,15 | 143    | 146    | 146     | 12.    | 185     | 190     | 194     | 6.      | 336     |
| 9.   | Gabriel Mena       | Kolumbia          | A     | 76,32 | 145    | 150    | 150     | 8.     | 177     | 181     | 183     | 9.      | 333     |
| 10.  | Alejandro González | Hiszpania         | B     | 76,57 | 142    | 146    | 147     | 10.    | 178     | 183     | 186     | 10.     | 330     |
| 11.  | Jakob Neufeld      | Niemcy            | B     | 76,96 | 142    | 145    | 147     | 11.    | 171     | 175     | 179     | 12.     | 322     |
| 12.  | Hugo Catalan       | Argentyna         | B     | 73,73 | 135    | 140    | 143     | 14.    | 164     | 167     | 171     | 13.     | 311     |
| 13.  | Raúl Sánchez       | Wenezuela         | B     | 73,07 | 140    | 145    | 145     | 13.    | 170     | 175     | —       | 14.     | 310     |
| 14.  | James Tatum        | Stany Zjednoczone | B     | 76,79 | 138    | 141    | 142     | 15.    | 160     | 165     | 166     | 16.     | 304     |
| —    | Demirew Demir      | Bułgaria          | A     | 76,35 | 145    | 150    | 152     | 9.     | 185     | 185     | 185     | —       | —       |
| —    | Josè Ocando        | Wenezuela         | B     | 76,59 | 135    | 135    | 135     | —      | 175     | 182     | 185     | 11.     | —       |
| —    | Toshiki Yamamoto   | Japonia           | B     | 76,90 | 140    | 140    | 140     | —      | 168     | 173     | 177     | 15.     | —       |
| —    | Dumitru Captari    | Rumunia           | A     | 76,98 | 145    | 145    | 145     | —      | 181     | 181     | —       | —       | —       |
| —    | Alexandru Roșu     | Rumunia           | B     | 76,49 | 140    | —      | —       | —      | —       | —       | —       | —       | —       |